# Mäsen
Mäsen är en sjö i Varbergs kommun och i landskapet Västergötland och ingår i Viskans huvudavrinningsområde. Sjön är 60 meter djup, har en yta på 4,65 kvadratkilometer och befinner sig 50,1 meter över havet. Sjön avvattnas av vattendraget Lillån. Vid provfiske har abborre, gädda, mört och nors fångats i sjön. I sjön ligger öarna Storön, Lillön och Djurön.

## Delavrinningsområde
Mäsen ingår i delavrinningsområde (634996-130453) som SMHI kallar för Utloppet av Mäsen. Medelhöjden är 94 meter över havet och ytan är 30,05 kvadratkilometer. Det finns ett avrinningsområde uppströms, och räknas det in blir den ackumulerade arean 40,79 kvadratkilometer. Lillån som avvattnar avrinningsområdet har biflödesordning 3, vilket innebär att vattnet flödar genom totalt 3 vattendrag innan det når havet efter 41 kilometer. Avrinningsområdet består mestadels av skog (68 %) och jordbruk (10 %). Avrinningsområdet har 4,68 kvadratkilometer vattenytor vilket ger det en sjöprocent på 15,6 %.